# Damon Severson
Damon Severson (Melville, Saskatchewan, 7 de agosto de 1994) es un jugador profesional canadiense de hockey sobre hielo que se desempeña en la posición de defensor derecho en Columbus Blue Jackets, equipo de la National Hockey League (NHL).

## Carrera
Fue seleccionado en la segunda ronda en la NHL Entry Draft de 2012. En 2014 hizo su debut profesional con el equipo New Jersey Devils, en el cual jugó nueve temporadas (2014-2023), después pasó a Columbus Blue Jackets, donde lleva jugando una temporada.